# یوانجو سیرکولس
یوانجو سیرکولس (انگلیسی: Juanjo Ciércoles؛ زادهٔ ۲۷ مهٔ ۱۹۸۸) بازیکن فوتبال اهل اسپانیا است.
از باشگاه‌هایی که در آن بازی کرده‌است می‌توان به باشگاه فوتبال سابادل اشاره کرد.